# EA Sports FC Online (серия игр)
EA Sports FC Online (ранее FIFA Online) — серия онлайн-игр, которые разрабатывает Electronic Arts (EA). Основана на серии игр EA Sports FC (ранее FIFA), распространяется по модели free-to-play с уклоном на азиатский рынок. Первая игра была выпущена в мае 2006 года.

## Серия игр EA Sports FC Online

### EA Sports FIFA Online(2006)
EA Sports FIFA Online, разработанная EA и Neowiz, вышла 25 мая 2006 года в виде открытого бета-тестирования. К июню в ней насчитывалось 100 000 игроков.

### EA Sports FIFA Online 2(2007)
EA Sports FIFA Online 2, разработанная EA и Neowiz, была выпущена в Азии 1 октября 2007 года.

### FIFA Online(2010)
FIFA Online вышла зимой 2010 года в виде закрытого бета-теста, а к началу лета было запущено открытое бета-тестирование.

### FIFA Online 3(2012)
В июле 2012 года было объявлено, что EA и Neowiz подписали соглашение о новом партнёрстве в отношении FIFA Online 3, и позже в том же году Neowiz выпустила игру. В 2013 году Tencent издала игру в Китае.

### EA Sports FC Online(ранееFIFA Online 4) (2018)
Открытое бета-тестирование FIFA Online 4 началось 17 мая 2018 года. В России игра вышла в мае 2021 года, комментаторами стали Василий Уткин и Дмитрий Шнякин. В марте 2023 года компания 101XP объявила о закрытии русской версии FIFA Online 4. 22 сентября 2023 года FIFA Online 4 была переименована в EA Sports FC Online, что связано с расторжением контракта о партнёрстве между FIFA и Electronic Arts.